# Korkut Özal
Korkut Özal né le 29 mai 1929 à Malatya (Turquie) et mort le 2 novembre 2016 à Istanbul  (Turquie), est un ingénieur et homme politique turc.
Diplômé de la faculté de génie civil (en) de l'université technique d'Istanbul. Il fait ses études de recherche aux États-Unis, il est maître de conférences à l'ODTÜ. En 1965, il devient professeur. Il rejoint le Parti du salut national et il est député d'Erzurum (1973-1980). Au Gouvernement Ecevit I et au gouvernement Demirel IV (en), il est ministre de l'Alimentation, de l'Agriculture et de l'Élevage (1974 et 1975-1977) et, au gouvernement Demirel V (en), il est ministre de l'Intérieur (1977-1978). Il se met en retrait de la vie politique du coup d'État de 1980 à la mort de son grand-frère Turgut Özal en 1993. Aux élections législatives turques de 1995, il est élu député d'Istanbul sur la liste d'ANAP. Il est président de la commission de l'Intérieur de la Grande Assemblée nationale de Turquie (1996) il quitte l'ANAP en 1997 et élu président du parti démocrate (tr) en 1997 jusqu'en 2001.